# Jan Szejko
Jan Szejko, Jonas Šeikus (ur. 19 kwietnia 1895 w Mejłunach (powiat święciański, gmina Dukszty), zm. 22 lipca 1976 w Warszawie) – polski ziemianin, agronom, polityk, poseł na Sejm V kadencji (1938–1939) w II RP.
Był właścicielem majątku Mejłuny, dyplomowanym agronomem, wójtem gminy Dukszty.
W wyborach parlamentarnych w 1938 został posłem na Sejm V kadencji z listy Obozu Zjednoczenia Narodowego, reprezentując okręg wileński.
W 1930 odznaczony Srebrnym Krzyżem Zasługi.